# Friedrich Lindemann (Generalleutnant)
Friedrich, auch Fritz Lindemann (* 12. August 1868; † 23. Mai 1954) war ein deutscher Generalleutnant.

## Leben
Friedrich Lindemann war in erster Ehe mit Gertrud, geb. Reinecke, verheiratet und sie waren Eltern des späteren Generals der Artillerie Fritz Lindemann.
Friedrich Lindemann diente elf Jahre lang als Lehrer an der Oberfeuerwerker-Schule (Berlin), ebenso wie am Kadettenhaus und bis 1911 an der Kriegsschule in Potsdam.
Zur Geburt seines Sohnes Fritz 1894 war er als Oberleutnant im Feldartillerie-Regiment 31 eingesetzt. 1895 war er von diesem Regiment als Kompanie-Offizier und Militär-Lehrer an die Oberfeuerwerker-Schule (Berlin) kommandiert. Ab 1906 unterrichtete er, nachdem er 1905 Prinz August Wilhelm von Preußen vorbildlich als Lehrer auf das Offiziersexamen vorbereitet hatte, auch die Söhne vom Wilhelm II. Prinz Oskar 1906 und 1910/11 Prinz Joachim. Hierfür wurde ihm der Wunsch erfüllt, dass sein Sohn Fritz als „Bürgerlicher“ in einem Gardetruppenteil dienen durfte. Als Oberst war er bis Ende 1917 Artillerie-Kommandeur 94. Mit dem Übergang in die Reichswehr war er letzter Kommandeur des Neumärkischen Feldartillerie-Regiments Nr. 54.
Am 1. Mai 1922 wurde er zum Generalmajor befördert. Er war vom 1. Januar bis zum 23. April 1923 Kommandeur der Infanterieschule München.
Von Juni 1929 bis 1932 war Lindemann als deutscher Militärberater in China und lehrte an der Kriegsakademie in Peking, ab 1932 in Nanjing. Hier war er Lehrer der politischen Ökonomie. Er kam anschließend in den Dienst der Cantoner Militärs. 1934 kam General a. D. Hans Sehmsdorf nach China, um den gesundheitlich angeschlagenen Lindemann abzulösen.

## Werke (Auswahl)
- Vom Kanonier zum General. Gewidmet den Kameraden des ehemaligen Reserve-Feldartillerie-Regiments Nr. 68. Peking, 1936.
- Im Dienste Chinas – Mein Anteil an seinem Aufbau – Erinnerungen aus den Jahren 1929 bis 1940. Peking 1940.
- Als Instrukteur bei der chinesischen Artillerie. Bildband, um 1948.